# Leçons d'histoire
Pour plus de détails, voir Fiche technique et Distribution.
Leçons d'histoire (Geschichtsunterricht) est un film italo-allemand réalisé par Jean-Marie Straub et Danièle Huillet, sorti en 1972.

## Synopsis
Un jeune homme d'aujourd'hui, qui veut mieux comprendre les mécanismes du pouvoir, rencontre et interroge successivement quatre hommes qui ont connu Jules César, un banquier, un paysan, un avocat et un écrivain.

## Fiche technique
- Titre original : Geschichtsunterricht
- Titre français : Leçons d'histoire
- Réalisation : Jean-Marie Straub et Danièle Huillet
- Scénario : d'après un fragment du roman Les Affaires de Monsieur Jules César de Bertolt Brecht
- Adaptation : Jean-Marie Straub et Danièle Huillet
- Photographie : Renato Berta
- Son : Jeti Grigioni
- Montage : Straub-Huillet
- Musique : Johann Sebastian Bach
- Production : Straub-Huillet
- Budget : 65 000 DM
- Pays d'origine : Italie, Allemagne de l'Ouest
- Format : couleurs - 16 mm - 1,37:1 - mono
- Genre : film historique
- Durée : 85 minutes
- Date de sortie : 10 octobre 1972

## Distribution
- Gottfried Bold : le banquier
- Johann Unterpertinger : le paysan
- Henri Ludwigg : l'avocat
- Carl Vaillant : l'écrivain
- Benedikt Zulauf : le jeune homme

## Propos de J.-M. Straub
« Le film au fond est très simple. C'est une prise de conscience d'un jeune bourgeois qui vient avec toute sa naïveté et son ignorance, c'est l'histoire d'une colère qui monte et qui éclate. Il y a une colère après la dernière phrase du banquier, c'est la colère du jeune homme et cela se sent dans le film : ils sont d’abord assis sur le même banc, ils sont complices, ensuite ils sont assis l'un en face de l'autre, enfin il y a une table qui les sépare, etc. Et on sent que ce garçon est de plus en plus écœuré. Ce n'est pas un film psychologique, mais il y a une psychologie souterraine qui travaille comme un torrent souterrain et qui tout d'un coup apparaît à la surface de la terre et qui est la colère du jeune homme qui explose à la fin du film. »

— J.-M. Straub, Cinéma 75, n°203 novembre 1975

## Appréciation critique
« Straub milite à sa façon, dénonce, par Romains interposés, face à un jeune bourgeois moderne passablement niais, l'impérialisme conquérant de la libre entreprise, plus que jamais d'actualité. Un humour discret, mais toujours présent, traverse le raisonnement très pragmatique, sans illusions, de certains des personnages. Mais Brecht, comme Straub son intermédiaire, ne tombe jamais dons la caricature qui fausserait les perspectives. »

— Louis Marcorelles, Le Monde, 30 septembre 1975